# Storbäcktjärnen, Lappland
Storbäcktjärnen är en sjö i Storumans kommun i Lappland och ingår i Umeälvens huvudavrinningsområde. Storbäcktjärnen ligger i Vindelfjällen Natura 2000-område.